# Coppa del Mondo di freestyle 2022
La Coppa del Mondo di freestyle 2022 è stata la quarantatreesima edizione della manifestazione organizzata dalla Federazione Internazionale Sci; ha avuto inizio il 22 ottobre 2021 a Coira e si è conclusa il 26 marzo 2022 a Silvaplana, in Svizzera. Nel corso della stagione si sono tenuti a Pechino, in Cina, i XXIV Giochi olimpici invernali, non validi ai fini della Coppa del Mondo il cui calendario ha contemplato dunque un'interruzione nel mese di febbraio; in seguito all'invasione dell'Ucraina, dal 1º marzo gli atleti russi e bielorussi sono stati esclusi dalle competizioni.
La programmazione ha previsto gare di 6 discipline: ski cross, salti, gobbe, gobbe in parallelo, halfpipe, slopestyle e big air. Sia in campo maschile che femminile è stata assegnata una Coppa del Mondo generale di freestyle (data dalla somma dei punteggi ottenuti tra halfpipe, slopestyle e big air), una Coppa del Mondo generale di gobbe e una Coppa del Mondo per ogni singola specialità. Infine è stata stilata una classifica per nazioni.
In campo maschile il norvegese Birk Ruud ha vinto la Coppa del Mondo generale di freestyle e il canadese Mikaël Kingsbury si è aggiudicato la generale di gobbe. Per quanto riguarda le coppe di specialità gli svizzeri Ryan Regez e Andri Ragettli hanno vinto rispettivamente la Coppa del Mondo di ski cross e quella di slopestyle, il russo Maksim Burov quella di salti, Kingsbury quella di gobbe e di gobbe in parallelo, il canadese Brendan Mackay quella di halfpipe e l'austriaco Matěj Švancer quella di big air.
In campo femminile la cinese Gu Ailing ha vinto la Coppa del Mondo generale di freestyle e l'australiana Jakara Anthony si è aggiudicata la generale di gobbe. Per quanto riguarda le coppe di specialità le francesi Perrine Laffont e Tess Ledeux hanno vinto rispettivamente la Coppa del Mondo di gobbe e quella di big air, la svedese Sandra Näslund quella di ski cross, Anthony quella di gobbe in parallelo, la cinese Xu Mengtao quella di salti, Gu quella di halfpipe e l'estone Kelly Sildaru quella di slopestyle.
La squadra del Canada ha vinto la Coppa delle Nazioni.
Lo statunitense Colby Stevenson tra gli uomini e Tess Ledeux tra le donne erano i detentori uscenti della Coppa del Mondo generale di Park & Pipe.

## Uomini

### Risultati
| Data             | Località             | Nazione     | Spec. | Primo                 | Secondo               | Terzo              |
| ---------------- | -------------------- | ----------- | ----- | --------------------- | --------------------- | ------------------ |
| 22 ottobre 2021  | Coira                | Svizzera    | BA    | Matěj Švancer         | Teal Harle            | Birk Ruud          |
| 20 novembre 2021 | Alpi dello Stubai    | Austria     | SS    | Birk Ruud             | Max Moffatt           | Ferdinand Dahl     |
| 27 novembre 2021 | Secret Garden        | Cina        | SX    | Sergej Ridzik         | Brady Leman           | Bastien Midol      |
| 2 dicembre 2021  | Ruka                 | Finlandia   | AE    | Maksim Burov          | Pirmin Werner         | Noé Roth           |
| 3 dicembre 2021  | Ruka                 | Finlandia   | AE    | Maksim Burov          | Jia Zongyang          | Noé Roth           |
| 3 dicembre 2021  | Ruka                 | Finlandia   | AET   | Cina                  | Russia                | Ucraina            |
| 4 dicembre 2021  | Ruka                 | Finlandia   | MO    | Mikaël Kingsbury      | Pavel Kolmakov        | Ikuma Horishima    |
| 4 dicembre 2021  | Steamboat Springs    | Stati Uniti | BA    | Matěj Švancer         | Alexander Hall        | Antoine Adelisse   |
| 10 dicembre 2021 | Copper Mountain      | Stati Uniti | HP    | Alex Ferreira         | Nico Porteous         | Brendan Mackay     |
| 11 dicembre 2021 | Val Thorens          | Francia     | SX    | Terence Tchiknavorian | Bastien Midol         | Florian Wilmsmann  |
| 12 dicembre 2021 | Val Thorens          | Francia     | SX    | Alex Fiva             | Terence Tchiknavorian | Simone Deromedis   |
| 10 dicembre 2021 | Ruka                 | Finlandia   | AE    | Maksim Burov          | Jia Zongyang          | Qi Guangpu         |
| 11 dicembre 2021 | Ruka                 | Finlandia   | AE    | Maksim Burov          | Noé Roth              | Pirmin Werner      |
| 11 dicembre 2021 | Ruka                 | Finlandia   | AET   | Cina                  | Stati Uniti           | Ucraina            |
| 11 dicembre 2021 | Idre Fjäll           | Svezia      | MO    | Ikuma Horishima       | Albin Holmgren        | Benjamin Cavet     |
| 12 dicembre 2021 | Idre Fjäll           | Svezia      | DM    | Mikaël Kingsbury      | Ikuma Horishima       | Ludvig Fjällström  |
| 14 dicembre 2021 | Arosa                | Svizzera    | SX    | David Mobärg          | Terence Tchiknavorian | Jared Schmidt      |
| 15 dicembre 2021 | Arosa                | Svizzera    | SXT   | Svezia I              | Canada III            | Russia I           |
| 17 dicembre 2021 | Alpe d'Huez          | Francia     | MO    | Ikuma Horishima       | Daichi Hara           | Mikaël Kingsbury   |
| 18 dicembre 2021 | Alpe d'Huez          | Francia     | DM    | Mikaël Kingsbury      | Walter Wallberg       | Ikuma Horishima    |
| 19 dicembre 2021 | San Candido          | Italia      | SX    | Ryan Regez            | Bastien Midol         | Reece Howden       |
| 20 dicembre 2021 | San Candido          | Italia      | SX    | Bastien Midol         | Ryan Regez            | Tobias Baur        |
| 30 dicembre 2021 | Calgary              | Canada      | HP    | Brendan Mackay        | Alex Ferreira         | Simon d'Artois     |
| 1º gennaio 2022  | Calgary              | Canada      | HP    | Brendan Mackay        | Alex Ferreira         | Noah Bowman        |
| 5 gennaio 2022   | Le Relais            | Canada      | AE    | Sun Jiaxu             | Yang Longxiao         | Nicolas Gygax      |
| 7 gennaio 2022   | Tremblant            | Canada      | MO    | Mikaël Kingsbury      | Walter Wallberg       | Ikuma Horishima    |
| 8 gennaio 2022   | Tremblant            | Canada      | MO    | Mikaël Kingsbury      | Walter Wallberg       | Ikuma Horishima    |
| 8 gennaio 2022   | Mammoth Mountain     | Stati Uniti | HP    | Nico Porteous         | David Wise            | Aaron Blunck       |
| 9 gennaio 2022   | Mammoth Mountain     | Stati Uniti | SS    | Alexander Hall        | Nick Goepper          | Evan McEachran     |
| 12 gennaio 2022  | Deer Valley          | Stati Uniti | AE    | Wang Xindi            | Yang Longxiao         | Sun Jiaxu          |
| 13 gennaio 2022  | Deer Valley          | Stati Uniti | MO    | Mikaël Kingsbury      | Ikuma Horishima       | Kōsuke Sugimoto    |
| 14 gennaio 2022  | Deer Valley          | Stati Uniti | MO    | Ikuma Horishima       | Mikaël Kingsbury      | Walter Wallberg    |
| 14 gennaio 2022  | Nakiska              | Canada      | SX    | David Mobärg          | Kevin Drury           | Tobias Müller      |
| 15 gennaio 2022  | Nakiska              | Canada      | SX    | Kristofor Mahler      | Florian Wilmsmann     | Ryan Regez         |
| 16 gennaio 2022  | Font Romeu           | Francia     | SS    | Andri Ragettli        | Ben Barclay           | Édouard Therriault |
| 22 gennaio 2022  | Idre Fjäll           | Svezia      | SX    | Ryan Regez            | Terence Tchiknavorian | Adam Kappacher     |
| 23 gennaio 2022  | Idre Fjäll           | Svezia      | SX    | Ryan Regez            | David Mobärg          | François Place     |
| 26 febbraio 2022 | Sunny Valley         | Russia      | SX    | annullata             | annullata             | annullata          |
| 27 febbraio 2022 | Sunny Valley         | Russia      | SX    | annullata             | annullata             | annullata          |
| 26 febbraio 2022 | Tazawako             | Giappone    | MO    | annullata             | annullata             | annullata          |
| 27 febbraio 2022 | Tazawako             | Giappone    | DM    | annullata             | annullata             | annullata          |
| 26 febbraio 2022 | Jaroslavl'           | Russia      | AE    | annullata             | annullata             | annullata          |
| 27 febbraio 2022 | Jaroslavl'           | Russia      | AET   | annullata             | annullata             | annullata          |
| 5 marzo 2022     | Bakuriani            | Georgia     | SS    | Andri Ragettli        | Colin Wili            | Thierry Wili       |
| 5 febbraio 2022  | Kuzbass              | Russia      | MO    | annullata             | annullata             | annullata          |
| 6 febbraio 2022  | Kuzbass              | Russia      | DM    | annullata             | annullata             | annullata          |
| 5 febbraio 2022  | Mosca                | Russia      | AE    | annullata             | annullata             | annullata          |
| 12 marzo 2022    | Tignes               | Francia     | SS    | Birk Ruud             | Max Moffatt           | Jesper Tjäder      |
| 12 marzo 2022    | Chiesa in Valmalenco | Italia      | DM    | Mikaël Kingsbury      | Ikuma Horishima       | Walter Wallberg    |
| 12 marzo 2022    | Shymbulak            | Kazakistan  | DM    | annullata             | annullata             | annullata          |
| 13 marzo 2022    | Shymbulak            | Kazakistan  | AE    | annullata             | annullata             | annullata          |
| 13 marzo 2022    | Reiteralm            | Austria     | SX    | Reece Howden          | Ryo Sugai             | Alex Fiva          |
| 18 marzo 2022    | Megève               | Francia     | MO    | Mikaël Kingsbury      | Ikuma Horishima       | Walter Wallberg    |
| 19 marzo 2022    | Megève               | Francia     | DM    | Mikaël Kingsbury      | Ikuma Horishima       | Ludvig Fjällström  |
| 19 marzo 2022    | Veysonnaz            | Svizzera    | SX    | David Mobärg          | Simone Deromedis      | Brady Leman        |
| 26 marzo 2022    | Silvaplana           | Svizzera    | SS    | Birk Ruud             | Mac Forehand          | Andri Ragettli     |

Legenda: 

AE = Salti 

BA = Big air 

HP = Halfpipe 

MO = Gobbe 

DM = Gobbe in parallelo 

SS = Slopestyle 

SX = Ski cross 

T = gara a squadre

### Classifiche

#### Skicross
| Pos. | Nome                  | Nazione  | Punti  |
| ---- | --------------------- | -------- | ------ |
| 1    | Ryan Regez            | Svizzera | 559.00 |
| 2    | Terence Tchiknavorian | Francia  | 506.00 |
| 3    | Bastien Midol         | Francia  | 465.00 |
| 4    | David Mobärg          | Svezia   | 430.00 |
| 5    | Florian Wilmsmann     | Germania | 345.00 |

#### Salti
| Pos. | Nome          | Nazione | Punti  |
| ---- | ------------- | ------- | ------ |
| 1    | Maksim Burov  | Russia  | 400.00 |
| 2    | Sun Jiaxu     | Cina    | 266.00 |
| 3    | Jia Zongyang  | Cina    | 251.00 |
| 4    | Yang Longxiao | Cina    | 224.00 |
| 5    | Qi Guangpu    | Cina    | 218.00 |

#### Generale gobbe
| Pos. | Nome              | Nazione  | Punti   |
| ---- | ----------------- | -------- | ------- |
| 1    | Mikaël Kingsbury  | Canada   | 1072.00 |
| 2    | Ikuma Horishima   | Giappone | 940.00  |
| 3    | Walter Wallberg   | Svezia   | 613.00  |
| 4    | Ludvig Fjällström | Svezia   | 461.00  |
| 5    | Kōsuke Sugimoto   | Giappone | 424.00  |

#### Gobbe
| Pos. | Nome              | Nazione  | Punti  |
| ---- | ----------------- | -------- | ------ |
| 1    | Mikaël Kingsbury  | Canada   | 672.00 |
| 2    | Ikuma Horishima   | Giappone | 640.00 |
| 3    | Walter Wallberg   | Svezia   | 405.00 |
| 4    | Kōsuke Sugimoto   | Giappone | 328.00 |
| 5    | Ludvig Fjällström | Svezia   | 259.00 |

#### Gobbe in parallelo
| Pos. | Nome              | Nazione     | Punti  |
| ---- | ----------------- | ----------- | ------ |
| 1    | Mikaël Kingsbury  | Canada      | 400.00 |
| 2    | Ikuma Horishima   | Giappone    | 300.00 |
| 3    | Walter Wallberg   | Svezia      | 208.00 |
| 4    | Ludvig Fjällström | Svezia      | 202.00 |
| 5    | Cole McDonald     | Stati Uniti | 133.00 |

#### Generale Park & Pipe
| Pos. | Nome             | Nazione       | Punti  |
| ---- | ---------------- | ------------- | ------ |
| 1    | Birk Ruud        | Norvegia      | 386.00 |
| 2    | Andri Ragettli   | Svizzera      | 310.00 |
| 3    | Alexander Hall   | Stati Uniti   | 273.00 |
| 4    | Brendan Mackay   | Canada        | 260.00 |
| 5    | Alex Ferreira    | Stati Uniti   | 260.00 |
| 6    | Max Moffatt      | Canada        | 236.00 |
| 7    | Matěj Švancer    | Austria       | 230.00 |
| 8    | Mac Forehand     | Stati Uniti   | 226.00 |
| 9    | Oliwer Magnusson | Svezia        | 187.00 |
| 10   | Nico Porteous    | Nuova Zelanda | 180.00 |

#### Halfpipe
| Pos. | Nome           | Nazione       | Punti  |
| ---- | -------------- | ------------- | ------ |
| 1    | Brendan Mackay | Canada        | 260.00 |
| 2    | Alex Ferreira  | Stati Uniti   | 260.00 |
| 3    | Nico Porteous  | Nuova Zelanda | 180.00 |
| 4    | David Wise     | Stati Uniti   | 180.00 |
| 5    | Noah Bowman    | Canada        | 150.00 |

#### Slopestyle
| Pos. | Nome           | Nazione     | Punti  |
| ---- | -------------- | ----------- | ------ |
| 1    | Andri Ragettli | Svizzera    | 310.00 |
| 2    | Birk Ruud      | Norvegia    | 300.00 |
| 3    | Mac Forehand   | Stati Uniti | 194.00 |
| 4    | Max Moffatt    | Canada      | 191.00 |
| 5    | Alexander Hall | Stati Uniti | 153.00 |

#### Big air
| Pos. | Nome             | Nazione     | Punti  |
| ---- | ---------------- | ----------- | ------ |
| 1    | Matěj Švancer    | Austria     | 200.00 |
| 2    | Alexander Hall   | Stati Uniti | 120.00 |
| 3    | Birk Ruud        | Norvegia    | 86.00  |
| 4    | Antoine Adelisse | Francia     | 84.00  |
| 5    | Teal Harle       | Canada      | 80.00  |

## Donne

### Risultati
| Data             | Località             | Nazione     | Spec. | Primo              | Secondo                       | Terzo                    |
| ---------------- | -------------------- | ----------- | ----- | ------------------ | ----------------------------- | ------------------------ |
| 22 ottobre 2021  | Coira                | Svizzera    | BA    | Tess Ledeux        | Sarah Höfflin                 | Elena Gaskell            |
| 20 novembre 2021 | Alpi dello Stubai    | Austria     | SS    | Kelly Sildaru      | Sarah Höfflin                 | Johanne Killi            |
| 27 novembre 2021 | Secret Garden        | Cina        | SX    | Sandra Näslund     | Fanny Smith                   | Marielle Berger Sabbatel |
| 2 dicembre 2021  | Ruka                 | Finlandia   | AE    | Kong Fanyu         | Janbota Aldabergenova Shao Qi |                          |
| 3 dicembre 2021  | Ruka                 | Finlandia   | AE    | Xu Mengtao         | Kong Fanyu                    | Hanna Hus'kova           |
| 3 dicembre 2021  | Ruka                 | Finlandia   | AET   | Cina               | Russia                        | Ucraina                  |
| 4 dicembre 2021  | Ruka                 | Finlandia   | MO    | Olivia Giaccio     | Jakara Anthony                | Kai Owens                |
| 4 dicembre 2021  | Steamboat Springs    | Stati Uniti | BA    | Gu Ailing          | Tess Ledeux                   | Johanne Killi            |
| 10 dicembre 2021 | Copper Mountain      | Stati Uniti | HP    | Gu Ailing          | Rachael Karker                | Kelly Sildaru            |
| 10 dicembre 2021 | Ruka                 | Finlandia   | AE    | Anastasija Novosad | Xu Mengtao                    | Ol'ha Poljuk             |
| 11 dicembre 2021 | Ruka                 | Finlandia   | AE    | Danielle Scott     | Laura Peel                    | Xu Mengtao               |
| 11 dicembre 2021 | Ruka                 | Finlandia   | AET   | Cina               | Stati Uniti                   | Ucraina                  |
| 11 dicembre 2021 | Val Thorens          | Francia     | SX    | Sandra Näslund     | Brittany Phelan               | Marielle Berger Sabbatel |
| 12 dicembre 2021 | Val Thorens          | Francia     | SX    | Sandra Näslund     | Fanny Smith                   | Marielle Thompson        |
| 11 dicembre 2021 | Idre Fjäll           | Svezia      | MO    | Anri Kawamura      | Perrine Laffont               | Jakara Anthony           |
| 12 dicembre 2021 | Idre Fjäll           | Svezia      | DM    | Perrine Laffont    | Rino Yanagimoto               | Jakara Anthony           |
| 14 dicembre 2021 | Arosa                | Svizzera    | SX    | Marielle Thompson  | Fanny Smith                   | Zoe Chore                |
| 15 dicembre 2021 | Arosa                | Svizzera    | SXT   | Svezia I           | Canada III                    | Russia I                 |
| 17 dicembre 2021 | Alpe d'Huez          | Francia     | MO    | Jakara Anthony     | Anri Kawamura                 | Tess Johnson             |
| 18 dicembre 2021 | Alpe d'Huez          | Francia     | DM    | Jakara Anthony     | Anastasija Smirnova           | Kai Owens                |
| 19 dicembre 2021 | San Candido          | Italia      | SX    | Sandra Näslund     | Fanny Smith                   | Brittany Phelan          |
| 20 dicembre 2021 | San Candido          | Italia      | SX    | Sandra Näslund     | Fanny Smith                   | Marielle Thompson        |
| 30 dicembre 2021 | Calgary              | Canada      | HP    | Gu Ailing          | Hanna Faulhaber               | Rachael Karker           |
| 1º gennaio 2022  | Calgary              | Canada      | HP    | Gu Ailing          | Rachael Karker                | Hanna Faulhaber          |
| 5 gennaio 2022   | Le Relais            | Canada      | AE    | Xu Mengtao         | Marion Thénault               | Kong Fanyu               |
| 7 gennaio 2022   | Tremblant            | Canada      | MO    | Anri Kawamura      | Perrine Laffont               | Tess Johnson             |
| 8 gennaio 2022   | Tremblant            | Canada      | MO    | Perrine Laffont    | Jakara Anthony                | Anri Kawamura            |
| 8 gennaio 2022   | Mammoth Mountain     | Stati Uniti | HP    | Gu Ailing          | Kelly Sildaru                 | Brita Sigourney          |
| 9 gennaio 2022   | Mammoth Mountain     | Stati Uniti | SS    | Kelly Sildaru      | Gu Ailing                     | Maggie Voisin            |
| 12 gennaio 2022  | Deer Valley          | Stati Uniti | AE    | Laura Peel         | Kong Fanyu                    | Hanna Hus'kova           |
| 13 gennaio 2022  | Deer Valley          | Stati Uniti | MO    | Perrine Laffont    | Anri Kawamura                 | Jakara Anthony           |
| 14 gennaio 2022  | Deer Valley          | Stati Uniti | MO    | Anri Kawamura      | Jakara Anthony                | Perrine Laffont          |
| 14 gennaio 2022  | Nakiska              | Canada      | SX    | Sandra Näslund     | Fanny Smith                   | Daniela Maier            |
| 15 gennaio 2022  | Nakiska              | Canada      | SX    | Sandra Näslund     | Marielle Thompson             | Fanny Smith              |
| 16 gennaio 2022  | Font Romeu           | Francia     | SS    | Tess Ledeux        | Marin Hamill                  | Lara Wolf                |
| 22 gennaio 2022  | Idre Fjäll           | Svezia      | SX    | Sandra Näslund     | Alexandra Edebo               | Jade Grillet-Aubert      |
| 23 gennaio 2022  | Idre Fjäll           | Svezia      | SX    | Sandra Näslund     | Jade Grillet-Aubert           | Katrin Ofner             |
| 26 febbraio 2022 | Sunny Valley         | Russia      | SX    | annullata          | annullata                     | annullata                |
| 27 febbraio 2022 | Sunny Valley         | Russia      | SX    | annullata          | annullata                     | annullata                |
| 26 febbraio 2022 | Tazawako             | Giappone    | MO    | annullata          | annullata                     | annullata                |
| 27 febbraio 2022 | Tazawako             | Giappone    | DM    | annullata          | annullata                     | annullata                |
| 26 febbraio 2022 | Jaroslavl'           | Russia      | AE    | annullata          | annullata                     | annullata                |
| 27 febbraio 2022 | Jaroslavl'           | Russia      | AET   | annullata          | annullata                     | annullata                |
| 5 marzo 2022     | Bakuriani            | Georgia     | SS    | Megan Oldham       | Sarah Höfflin                 | Alia Delia Eichinger     |
| 5 febbraio 2022  | Kuzbass              | Russia      | MO    | annullata          | annullata                     | annullata                |
| 6 febbraio 2022  | Kuzbass              | Russia      | DM    | annullata          | annullata                     | annullata                |
| 5 febbraio 2022  | Mosca                | Russia      | AE    | annullata          | annullata                     | annullata                |
| 12 marzo 2022    | Tignes               | Francia     | SS    | annullata          | annullata                     | annullata                |
| 12 marzo 2022    | Chiesa in Valmalenco | Italia      | DM    | Jakara Anthony     | Perrine Laffont               | Jaelin Kauf              |
| 12 marzo 2022    | Shymbulak            | Kazakistan  | DM    | annullata          | annullata                     | annullata                |
| 13 marzo 2022    | Shymbulak            | Kazakistan  | AE    | annullata          | annullata                     | annullata                |
| 13 marzo 2022    | Reiteralm            | Austria     | SX    | Sandra Näslund     | Marielle Thompson             | Brittany Phelan          |
| 18 marzo 2022    | Megève               | Francia     | MO    | Perrine Laffont    | Jakara Anthony                | Anri Kawamura            |
| 19 marzo 2022    | Megève               | Francia     | DM    | Perrine Laffont    | Jakara Anthony                | Jaelin Kauf              |
| 19 marzo 2022    | Veysonnaz            | Svizzera    | SX    | Sandra Näslund     | Marielle Thompson             | Fanny Smith              |
| 26 marzo 2022    | Silvaplana           | Svizzera    | SS    | Kelly Sildaru      | Tess Ledeux                   | Johanne Killi            |

Legenda: 

AE = Salti 

BA = Big air 

HP = Halfpipe 

MO = Gobbe 

DM = Gobbe in parallelo 

SS = Slopestyle 

SX = Ski cross 

T = gara a squadre

### Classifiche

#### Skicross
| Pos. | Nome                | Nazione  | Punti   |
| ---- | ------------------- | -------- | ------- |
| 1    | Sandra Näslund      | Svezia   | 1150.00 |
| 2    | Fanny Smith         | Svizzera | 641.00  |
| 3    | Marielle Thompson   | Canada   | 549.00  |
| 4    | Brittany Phelan     | Canada   | 453.00  |
| 5    | Jade Grillet-Aubert | Francia  | 396.00  |

#### Salti
| Pos. | Nome               | Nazione   | Punti  |
| ---- | ------------------ | --------- | ------ |
| 1    | Xu Mengtao         | Cina      | 385.00 |
| 2    | Kong Fanyu         | Cina      | 361.00 |
| 3    | Laura Peel         | Australia | 294.00 |
| 4    | Danielle Scott     | Australia | 280.00 |
| 5    | Anastasija Novosad | Ucraina   | 229.00 |

#### Generale gobbe
| Pos. | Nome            | Nazione     | Punti  |
| ---- | --------------- | ----------- | ------ |
| 1    | Jakara Anthony  | Australia   | 925.00 |
| 2    | Perrine Laffont | Francia     | 906.00 |
| 3    | Anri Kawamura   | Giappone    | 704.00 |
| 4    | Olivia Giaccio  | Stati Uniti | 448.00 |
| 5    | Tess Johnson    | Stati Uniti | 427.00 |

#### Gobbe
| Pos. | Nome            | Nazione     | Punti  |
| ---- | --------------- | ----------- | ------ |
| 1    | Perrine Laffont | Francia     | 610.00 |
| 2    | Anri Kawamura   | Giappone    | 609.00 |
| 3    | Jakara Anthony  | Australia   | 585.00 |
| 4    | Olivia Giaccio  | Stati Uniti | 350.00 |
| 5    | Tess Johnson    | Stati Uniti | 318.00 |

#### Gobbe in parallelo
| Pos. | Nome            | Nazione     | Punti  |
| ---- | --------------- | ----------- | ------ |
| 1    | Jakara Anthony  | Australia   | 340.00 |
| 2    | Perrine Laffont | Francia     | 296.00 |
| 3    | Kai Owens       | Stati Uniti | 200.00 |
| 4    | Jaelin Kauf     | Stati Uniti | 192.00 |
| 5    | Hannah Soar     | Stati Uniti | 128.00 |

#### Generale Park & Pipe
| Pos. | Nome            | Nazione     | Punti  |
| ---- | --------------- | ----------- | ------ |
| 1    | Gu Ailing       | Cina        | 580.00 |
| 2    | Kelly Sildaru   | Estonia     | 469.00 |
| 3    | Tess Ledeux     | Francia     | 364.00 |
| 4    | Sarah Höfflin   | Svizzera    | 309.00 |
| 5    | Hanna Faulhaber | Stati Uniti | 235.00 |
| 6    | Rachael Karker  | Canada      | 220.00 |
| 7    | Johanne Killi   | Norvegia    | 209.00 |
| 8    | Megan Oldham    | Canada      | 194.00 |
| 9    | Lara Wolf       | Austria     | 175.00 |
| 10   | Zhang Kexin     | Cina        | 167.00 |

#### Halfpipe
| Pos. | Nome            | Nazione     | Punti  |
| ---- | --------------- | ----------- | ------ |
| 1    | Gu Ailing       | Cina        | 400.00 |
| 2    | Hanna Faulhaber | Stati Uniti | 235.00 |
| 3    | Rachael Karker  | Canada      | 220.00 |
| 4    | Zhang Kexin     | Cina        | 167.00 |
| 5    | Li Fanghui      | Cina        | 142.00 |

#### Slopestyle
| Pos. | Nome          | Nazione     | Punti  |
| ---- | ------------- | ----------- | ------ |
| 1    | Kelly Sildaru | Estonia     | 300.00 |
| 2    | Sarah Höfflin | Svizzera    | 189.00 |
| 3    | Tess Ledeux   | Francia     | 184.00 |
| 4    | Megan Oldham  | Canada      | 162.00 |
| 5    | Marin Hamill  | Stati Uniti | 136.00 |

#### Big air
| Pos. | Nome          | Nazione  | Punti  |
| ---- | ------------- | -------- | ------ |
| 1    | Tess Ledeux   | Francia  | 180.00 |
| 2    | Sarah Höfflin | Svizzera | 120.00 |
| 3    | Elena Gaskell | Canada   | 110.00 |
| 4    | Gu Ailing     | Cina     | 100.00 |
| 5    | Johanne Killi | Norvegia | 89.00  |

## Coppa delle Nazioni
| Pos. | Nazione     | Punti   |
| ---- | ----------- | ------- |
| 1    | Canada      | 6858.00 |
| 2    | Stati Uniti | 4874.00 |
| 3    | Francia     | 4323.00 |
| 4    | Svizzera    | 4067.00 |
| 5    | Svezia      | 3958.00 |